# トピカ (原子力潜水艦)
|           |                                           |
| 艦歴      |                                           |
| 発注      | 1983年11月28日                            |
| 起工      | 1986年5月13日                             |
| 進水      | 1988年1月23日                             |
| 就役      | 1989年10月21日                            |
| その後    | 就役中                                    |
| 母港      | グアムアプラ湾                            |
| 性能諸元  |                                           |
| 排水量    | 満載：6,131 トン、基準：5,726 トン        |
| 全長      | 110.3 m (362 ft)                          |
| 全幅      | 10 m (33 ft)                              |
| 喫水      | 9.4 m (31 ft)                             |
| 最大速    | 水上25 kt (46 km/h)、水中30+ kt (56 km/h) |
| 潜行深度  | 400 m (1,200 ft)                          |
| 機関      | S6G reactor 1基                           |
| 乗員      | 士官12名、兵員98名                        |
| 兵装      | 21インチ魚雷発射管4門、VLS12基            |
| モットー: | Defender of the Heartland                 |
|           |                                           |

トピカ(USS Topeka, SSN-754)は、アメリカ海軍のロサンゼルス級原子力潜水艦の43番艦。艦名はカンザス州トピカに因んで命名された。その名を持つ艦としてはクリーブランド級軽巡洋艦11番艦(CL-67/CLG-8)以来3隻目。

## 艦歴
トピカの建造は1983年11月28日にコネチカット州グロトンのジェネラル・ダイナミクス・エレクトリック・ボート社に発注され、1986年5月13日に起工した。1988年1月23日にエリザベス・ドールによって命名、進水し、1989年10月21日にティモシー・ライヘルト艦長の指揮下就役した。
1992年の配備でトピカの乗員は艦に搭載していた食料をほとんど全て消費した。オーストラリアに入港する直前、乗組員にはランチョンミート一切れ、ヌードルと無発酵パンが支給された。
1999年の大晦日にトピカは日付変更線をまたぎ、「一度に二世紀を経験した」ことで有名になった。
2002年10月に真珠湾で近代化改修が完了すると、トピカはその母港を真珠湾からカリフォルニア州サンディエゴへ変更した。
2004年8月にトピカは第7艦隊での6ヶ月間の配備を終えサンディエゴに帰還した。配備の間にトピカは海軍遠征章と海軍殊勲部隊章を受章した。乗組員は、2004年と2005年に戦闘効率章「E」を受章した。

## 注
1. ↑  USS Topeka (SSN 754) "Frozen in Time!".